# Fight Like a Girl
Fight Like a Girl, también abreviado como FLAG, es el cuarto álbum de estudio de la cantautora Emilie Autumn, lanzado el 24 de julio de 2012. Actualmente el disco solo está disponible en el sitio oficial de Emilie.

## Recepción
Fight Like a Girl fue escrito, compuesto, producido y mezclado en su totalidad por Emilie Autumn y lanzado en el mes de julio de 2012.
En junio del 2010, Autumn lanzó el acrónimo del álbum: F.L.A.G, en su cuenta de Twitter, para luego revelar el título completo como Fight Like a Girl. En sus palabras, el significado detrás del título es "sobre tomar todas esas cosas que hacen a las mujeres débiles y usarlos como ventaja". El álbum ha sido descrito como "un trabajo de ópera feminista dentro de un manicomio, en donde las reclusas féminas descubren poco a poco su propia fuerza en números."

## Pistas
| N.º | Título                                | Escritor(es)  | Duración |  |
| 1.  | «Fight Like a Girl»                   | Emilie Autumn | 5:24     |  |
| 2.  | «Time for Tea»                        | Emilie Autumn | 4:03     |  |
| 3.  | «4 o' Clock Reprise»                  | Emilie Autumn | 1:21     |  |
| 4.  | «What Will I Remember?»               | Emilie Autumn | 2:54     |  |
| 5.  | «Take the Pill»                       | Emilie Autumn | 5:17     |  |
| 6.  | «Girls! Girls! Girls!»                | Emilie Autumn | 6:14     |  |
| 7.  | «I Don't Understand»                  | Emilie Autumn | 2:12     |  |
| 8.  | «We Want Them Young»                  | Emilie Autumn | 2:47     |  |
| 9.  | «If I Burn»                           | Emilie Autumn | 5:31     |  |
| 10. | «Scavenger»                           | Emilie Autumn | 6:59     |  |
| 11. | «Gaslight»                            | Emilie Autumn | 5:09     |  |
| 12. | «The Key»                             | Emilie Autumn | 2:12     |  |
| 13. | «Hell is Empty»                       | Emilie Autumn | 1:11     |  |
| 14. | «Gaslight Reprise»                    | Emilie Autumn | 2:13     |  |
| 15. | «Goodnight, Sweet Ladies»             | Emilie Autumn | 4:44     |  |
| 16. | «Start Another Story»                 | Emilie Autumn | 1:57     |  |
| 17. | «One Foot in Front of the Other Foot» | Emilie Autumn | 4:32     |  |